# Jacques-Amédée-Philippe Fiéron
Jacques-Amédée-Philippe Fiéron, né le 18 août 1797 à Valence (Drôme) et mort le 11 décembre 1871 à Montpouillan (Lot-et-Garonne), est un général de brigade et administrateur colonial français.
Le 23 septembre 1848, il est nommé gouverneur de la Guadeloupe à un moment crucial : la période consécutive au décret d'abolition de l'esclavage et d'indemnisation des propriétaires d'esclaves par le gouvernement provisoire de la République française.

## Biographie
Fils de négociant, Jacques-Amédée-Philippe Fiéron fait carrière comme officier dans l'infanterie de ligne avant de passer dans l'infanterie de marine.
Le 2 avril 1823, par ordonnance du roi Louis XVIII, Jacques-Amédée-Philippe Fiéron est élevé au grade d'adjudant major au 1er bataillon d'infanterie de la Guadeloupe. Il est successivement promu capitaine en 1825, chef de bataillon en 1838, lieutenant-colonel en 1845 et enfin colonel en 1847. Il participe au rétablissement de l'ordre lors des journées de Juin 1848.
Le 11 octobre 1848, le colonel Fiéron, jusqu'alors commandant du 3e régiment d'infanterie de marine, prend les fonctions de gouverneur de la Guadeloupe qu'il occupe jusqu'au 31 octobre 1851, avec une interruption entre avril et décembre 1849 : « Il fallut en effet le rappeler à Paris pour qu'il rende compte de la sévérité des mesures répressives qu'il avait prises dès son arrivée dans la colonie » note l'historienne Nelly Schmidt. C'est d'ailleurs, en partie, pour son expérience coloniale en Afrique du Nord, que le gouvernement avait fait appel à lui : à la suite des craintes attisées par l'exemple de Saint-Domingue - ayant abouti à la proclamation d'indépendance en 1804 - et aux agitations au sein de la population africaine que le décret d'abolition de l'esclavage a tout sauf contenu, le « choix des hommes » entrant en poste dans la colonie était d'autant plus surveillé.
Le Dictionnaire universel des contemporains de Gustave Vapereau, dans son édition de 1865, fera état de « sa médiocre sympathie pour les noirs » et de ses « démêlés entre lui et le procureur général, M. Bayle-Mouillard ». En 1846-1847, ce magistrat avait instruit l'affaire Eimar de Jabrun : délégué du Conseil colonial de la Guadeloupe auprès du gouvernement central, ce dernier avait comparu pour « absence de fourniture des vêtements d'hivernage aux esclaves de ses habitations, refus d'envoi de ses jeunes esclaves à l'école, emploi d'un géreur violent à l'encontre des esclaves, incitation des autres propriétaires au non-respect de la législation de 1845-1846 sur le régime de l’esclavage ». Le magistrat avait en outre « eu le tort de dénoncer à l'administration centrale de manière trop ouverte et directe les agissements de certains responsables du Conseil colonial et les compromissions de l'appareil judiciaire ». L'historienne Nelly Schmidt insiste sur le fait que « les maîtres avaient encore droit de vie et de mort sur leurs esclaves, dans le secret des plantations, à la veille de la promulgation du décret d'abolition de l'esclavage » comme en témoignent le nombre de planteurs « sous le coup d'enquêtes et de procès pour sévices illégaux à esclaves », la plupart aboutissant à des acquittements ou à des non-lieux. Les colons trouvèrent ainsi en Jacques-Amédée-Philippe Fiéron un allié de leurs intérêts puisque le procureur général Bayle-Mouillard, « un des hommes les plus antipathiques aux colons » car « trop observateur de la légalité » d'après le Commissaire général de la République à la Guadeloupe Adolphe Gatine, fut alors « [embarqué] d'autorité pour la France » à leur grande satisfaction.
Pour son deuxième mandat comme gouverneur de la Guadeloupe, dès son arrivée, il fait afficher une proclamation dans laquelle il signale sa ferme intention de mater ce qu'il appelle, dans un langage paternaliste, « l'oppression des hommes méchants qui ont voulu faire croire aux nouveaux citoyens que s'ils ne secondaient pas leurs vues et leurs projets, leur liberté leur serait arrachée, comme si cette liberté n'était pas consacrée par la France entière, par son Président qui ne voudra jamais qu'elle soit altérée. » Quelques jours après le dépouillement des élections nationales législatives de janvier 1850, note l'historien Oruno Denis Lara, « le gouverneur Fiéron brandit la menace du bâton contre les électeurs dans une déclaration très martiale publiée dans la Gazette officielle du 26 janvier 1850 ». Il réaffirme là son engagement à réprimer les moindre « manifestations [...] qui seraient de nature à troubler la tranquillité publique » au sein de la population de la colonie.
Le 24 avril 1851, le colonel Fiéron signe un arrêté régulant la police de la navigation à la Guadeloupe et dans ses dépendances.
Réintégrant l'armée active à l'issue de sa mission coloniale, le colonel Fiéron redevient chef de corps du 3e régiment d'infanterie de marine à la Martinique. Il participe à sa tête à la Guerre de Crimée ce qui lui valut d'être commandeur de la Légion d'honneur en 1854 à la suite de sa conduite lors du siège de la bataille de Bomarsund. Promu au grade de général de brigade le 16 août 1856, il passe dans le cadre de réserve en 1858.

### Vie privée
En mai 1824, Le colonel Fiéron se marie à Éryphile Anne Marie PINAU, fille d'un béké,.